# ブッキング
株式会社ブッキング（BOOK-ING、現・株式会社復刊ドットコム）は、1999年10月に日販と出版社29社により発足した会社。1冊から受注生産するオンデマンド出版を事業の中核として創業した。
2000年5月24日、絶版になった書籍を復刊させるサービス「復刊ドットコム」を開始する。復刊交渉と書籍の販売を担当するブッキング、サイトの運営を担当するビズシーク（2003年からは事業を継承した楽天）と分業して復刊ドットコムのサービスを継続していたが、2006年10月末の提携終了と共に、ブッキング社は日販の100%子会社となり、株式会社ほるぷ出版の一事業部（ブッキング事業部）となった。
2009年4月1日には、カルチュア・コンビニエンス・クラブの100%子会社として再分社 し、同年10月1日に、株式会社復刊ドットコムへ社名変更した。旧ブッキング時代と異なり、サイトの運営も行っている。

## 事業
当初は少部数の出版を行うオンデマンド出版を行う会社としてスタートしたが、後にウェブサイトで絶版書籍の復刊希望を募り復刊する事業を手がけた。

### オンデマンド出版
大きな部数が見込めない専門書などの本を電子データ化し、希望に応じて出版する、「オンデマンド出版」を日本で初めて手がけた。

### 復刊
「復刊ドットコム」で多くの復刊リクエストのあった本について出版社に交渉し、出版や販売、その支援を行う。過去に復刊された主な書籍は次の通り。
- ちびくろ・さんぼ
- 藤子不二雄Ⓐランド
- はせがわくんきらいや
- 世界の民話館
- 創作子どもSF全集
- ロックマンX
- それからのハイジ
- ダルタニャン物語
- すくらっぷ・ブック
- 同棲時代
- あまいぞ!男吾
- 大海赫作品については、大海赫を参照。